# بارباروشینتسه
بارباروشینتسه (به صربی: Barbarušince) یک منطقهٔ مسکونی در صربستان است که در ناحیه پچینیا واقع شده‌است. بارباروشینتسه ۸۶ نفر جمعیت دارد.